# 梶山雄一
梶山 雄一（かじやま ゆういち、1925年1月2日 - 2004年3月29日）は、日本の仏教学者。京都大学名誉教授。

## 経歴
出生から修学期
1925年、静岡県静岡市で生まれた。静岡県立静岡中学校を経て、1942年に旧制静岡高校に入学。戦時の措置により高校課程は2年半に短縮され、1944年5月以降は勤労動員された。この頃、浄土真宗の篤信者の強い感化を受けて、親鸞に傾倒。1944年9月に静岡高校を卒業。
1944年10月、京都大学文学部哲学科に入学。しかしながら、戦局の悪化に伴い、1945年1月より終戦時まで学業を中断して兵役につき、陸軍特別幹部候補生として習志野で訓練を受けた。終戦後復学し、宗教学第三講座で仏教学を専攻し、久松真一や長尾雅人の指導を受けた。1948年、親鸞の思想に関する卒業論文「報身の哲学」を提出して同大学を卒業した。
1948年から京都大学大学院特別研究生。サンスクリット、チベット語を学習し、大乗仏教の原典研究に従事。中観派の空の思想、特に陳那の論理学を採り入れて「空」を論理的に解明した清弁の思想についての研究を進めた。
仏教学者として
京都大学人文科学研究所嘱託に採用され、塚本善隆を主班とする初期中国仏教研究会のメムバーとして慧遠・僧肇らの著作に関する研究に従事した。1953年4月から3年間、インド・ビハール州立ナーランダ・パーリ研究所に研修員兼講師として派遣され、研究留学。派遣の経緯は、ナーランダ・パーリ研究所の所長・カシャプ師より塚本善隆のもとへ大乗仏教研究者推薦依頼があり、長尾雅人と相談の上で決定されたものであった。1955年3月、それまでカルカッタ大学教授であったサトカーリ・ムケルジー教授(Mookerjee Satkari)が第2代所長としてナーランダ・パーリ研究所に赴任。同教授の指導の下で研究することによって、ダルマキールティ及び彼以後の認識論・論理学を中心とする大乗仏教哲学を研究してゆく上での素地が作られた。
帰国後、京都大学文学部助教授に就任。後に教授昇格。同僚には大地原豊、服部正明、柳田聖山らがいた。1971年、学位論文『ナーガールジュナの哲学』を京都大学に提出して文学博士号を取得。京都大学を退職後は佛教大学教授をつとめ、同大学に総合研究所を設立し所長となった。1997年からは創価大学国際仏教学高等研究所教授。この他にも、ウィスコンシン大学やハーヴァード大学神学部など海外の諸大学で客員教授を務めた。
学界では、日本印度学仏教学会常任理事を務めた。2004年3月29日に死去。

## 受賞・栄典
- 1959年5月：村田治郎を主班とする「居庸関」の共同研究が日本学士院賞を受賞。メンバーとして共同受賞した。

## 研究内容・業績
専門は仏教学。大乗仏典における「空」思想研究の第一人者で、ダルマキールティを中心とした仏教論理学、中観研究、浄土思想研究にも多大な功績がある。その思索は、没後『梶山雄一著作集』（春秋社、全8巻）としてまとめられた。
指導学生
主な門下生には、下記がいる。
- 御牧克己（京都大学名誉教授、日本学士院会員）
- 赤松明彦（京都大学副学長などを経て名誉教授）
- 桂紹隆（広島大学名誉教授）
- 吹田隆道（浄土宗僧侶、没後の著作集編纂に携わった）

## 著作
著書
- 『般若経 空の世界』中公新書 1976
  - 文庫新版 中公文庫 2002
  - 文庫新版 講談社学術文庫 2022 - 電子書籍も刊
- 『「さとり」と「廻向」 大乗仏教の成立』講談社現代新書 1983
  - 改訂版 人文書院 1997
  - 文庫改題『大乗仏教の誕生 「さとり」と「廻向」』講談社学術文庫 2021 - 今枝由郎解説、電子書籍も刊
- 『仏教における存在と知識』紀伊國屋書店 1983、新装版 2011
- 『空入門』春秋社 1992、新装版 2003
  - 改題新版『スタディーズ 空』 2018
- 『空の思想 仏教における言葉と沈黙』人文書院 1983
- 『菩薩ということ』人文書院 1984
  - 文庫新版 法蔵館文庫 2022 - 桂紹隆解説
- 『輪廻の思想』人文書院 1989
  - 文庫新版 講談社学術文庫 2025.6

### 著作集
- 『梶山雄一仏教哲学論集』臨川書店[6]、1989年、普及版 2005年
- 『梶山雄一著作集』(全8巻) 春秋社、2011-2013年

1. 『仏教思想史論』吹田隆道編、2013年
2. 『般若の思想』御牧克己編、2012年
3. 『神変と仏陀観・宇宙論』吹田隆道編、2012年
4. 『中観と空I』御牧克己編、2008年
5. 『中観と空II』御牧克己編、2010年
6. 『浄土の思想』吹田隆道編、2013年
7. 『認識論と論理学』吹田隆道編、2013年
8. 『業報と輪廻・仏教と現代との接点』御牧克己編、2011年

### 編訳著
- 『大乗仏典 世界の名著 2』[7] 長尾雅人責任編集、中央公論社 1967。普及版 中公バックス 1978
- 『論理のことば』モークシャーカラグプタ著、訳注、中公文庫 1975、復刊 1992
- 「大乗仏典 インド篇」(全15巻、編集委員) 中央公論社 1974-76、新装版 1980-81
  - 改訂版 中公文庫 2001-2005[8]

第2巻『八千頌般若経 I』
第3巻『八千頌般若経 II』 丹治昭義と共訳
第14巻『龍樹論集』 瓜生津隆真と分担訳
第15巻『世親論集 唯識二十論』
- 「大乗仏典 日本・中国篇」(全30巻、長尾雅人・柳田聖山と監修) 、中央公論社 1987-96
第1巻『大智度論』赤松明彦と共訳 1989[9]
第22巻『親鸞 浄土文類聚鈔』1987
- 『さとりへの遍歴 華厳経入法界品』[10] 監修、中央公論社 1994
  - 改訂新版『梵文和訳 華厳経入法界品』上中下、岩波文庫 2021

桂紹隆・丹治昭義・田村智淳・津田真一共訳
- 「原始仏典」(全10巻) 講談社 1985
第10巻『ブッダチャリタ』小林信彦・立川武蔵・御牧克己共訳
  - 改訂新版『完訳 ブッダチャリタ』講談社学術文庫 2019[11]。電子書籍も刊
- 「浄土仏教の思想」(全15巻) 講談社 1991-2000
第2巻『浄土仏教の思想  般舟三昧経』[12]

### 共編著
- 『空の論理 中観　仏教の思想 3』上山春平共著[13]、角川書店 1969
  - 改訂版 角川文庫 1997
  - 新版 角川ソフィア文庫。電子書籍も刊
- 『仏教の思想 その原形をさぐる』上山春平共編、中公新書 1974
- 「講座・大乗仏教」(全10巻) 、編集委員、春秋社 1982-85
  - 新装版 1995-96年

第2巻『般若思想』
第7巻『中観思想』
第9巻『認識論と論理学』
- 「岩波講座 東洋思想」(全16巻) 、岩波書店 1988-90
  - 復刊 1998-99年

第8巻『インド仏教I』
第10巻『インド仏教III』

### 論文
- CiNii>梶山雄一
- INBUDS>梶山雄一